# 德鑫建設機構
德鑫建設股份有限公司為台中、新竹建商，其成立於2000年，總部地址位於台中市。
目前主要建案為竹北、臺中、彰化等地為主。

## 代表作品

### 台中市
七期
- 德鑫泰極：2007年完工，基地面積546坪，樓高19層，由建築師戴育澤規劃[3][4][5][6]，以風帆，飛翼、燈樓、城垛等御風意象作為設計[7][8]。

七期西側
- 時代之上：2009年完工，基地面積502坪，樓高14層[9][10]。
- 青玉岸：2009年完工，基地面積730坪，樓高14層[11][12]。

草悟道
- 德鑫時尚廣場(商場)

南屯
- 德鑫清流

中科
- 中港陽明
- 中港首璽
- 德鑫博爵

中區
- 科博京隱

北屯
- 巴黎第六區
- 德鑫如一
- 德鑫MIT
- 德鑫鑫時代
- 德鑫G7首綻

大里
- 德鑫傳世

### 新竹市
光埔特區
- 德鑫東方文華

### 新竹縣
竹北
- 德鑫一笈
- 德鑫御寶
- 德鑫SKY1
- 德鑫A+7
- 德鑫V1
- 德鑫當代MoMA
- 德鑫御天地
- 德鑫御苑
- 德鑫御園
- 德鑫希望
- 德鑫御璽
- 德鑫雙璽
- 德鑫封爵II
- 德鑫花園廣場
- 德鑫鑽石雙星
- 德鑫首馥
- 德鑫帝景

### 彰化市
- 德鑫世紀官邸

## 外部連結
- 德鑫建設機構 （页面存档备份，存于）